# Anopheles parensis
Anopheles parensis este o specie de țânțari din genul Anopheles, descrisă de Gillies în anul 1962. Conform Catalogue of Life specia Anopheles parensis nu are subspecii cunoscute.